# McLaren MP4-18
McLaren MP4/18 je McLarnov dirkalnik Formule 1 za sezono 2003. Zaradi velikega zaostanka za odličnim dirkalnikom Ferrari F2002 v pretekli sezoni 2002, je Ron Dennis želel s tem dirkalnikom narediti velik korak naprej. Toda zaradi ponavljajočih se težav na testiranjih, dirkalnik nikoli ni nastopil na dirki, moštvo pa je uporabljalo izboljšane dirkalnike iz sezone 2001 McLaren MP4-17D. MP4/18 je na testiranjih doživel večje število nesreč zaradi različnih napak, dvakrat ni izdelal testa FIE za trdnost šasije pri bočnem trku, ob tem pa je imel še težave pri hlajenju motorja, ker so bile stranske odprtine preozke. 
Med sezono 2002 je postalo jasno, da moštvo potrebuje z novim dirkalnikom velik skok naprej, ne le evolucijo. Zato so v moštvo privabili glavnega inženirja Arrowsa Mika Coughlana, da bi zasnoval nov dirkalnik, med tem ko je druga ekipa inženirjev nadgrajevala star dirkalnika MP4-17 za nastop na prvih dirkah sezone 2003. Ker dirkalnik sploh ni nastopil v sezoni 2003, se je McLaren odločil, da dirkalnik MP4-18 za naslednjo sezono 2004 razvije v MP4-19. 